# Sábalos
Sábalos es un barrio ubicado en el municipio de Mayagüez en el estado libre asociado de Puerto Rico. En el Censo de 2010 tenía una población de 10741 habitantes y una densidad poblacional de 1.966,39 personas por km².

## Geografía
Sábalos se encuentra ubicado en las coordenadas 18°10′58″N 67°8′57″O / 18.18278, -67.14917. Según la Oficina del Censo de los Estados Unidos, Sábalos tiene una superficie total de 5.46 km², de la cual 5.16 km² corresponden a tierra firme y (5.6%) 0.31 km² es agua.

## Demografía
Según el censo de 2010, había 10741 personas residiendo en Sábalos. La densidad de población era de 1.966,39 hab./km². De los 10741 habitantes, Sábalos estaba compuesto por el 81.55% blancos, el 8.85% eran afroamericanos, el 0.36% eran amerindios, el 0.13% eran asiáticos, el 0.01% eran isleños del Pacífico, el 7.16% eran de otras razas y el 1.94% pertenecían a dos o más razas. Del total de la población el 99.43% eran hispanos o latinos de cualquier raza.